# Island of Love
Island of Love (Lit. "Isla de amor") es otra de las canciones de estilo hawaiano grabada  por Elvis Presley en 1961 para la banda sonora de la película Blue Hawaii. La canción fue otra de las composiciones de la dupla Sid Tepper y Roy C. Bennett los cuales habían escrito buena parte del material que Elvis interpretase en ese álbum. La canción habla sobre el idilio del protagonista por Kauai, una de las islas del archipiélago de Hawaii. 
Island of Love fue editada por RCA en el exitoso álbum Blue Hawaii el cual entró en la lista de Billboard 200 manteniéndose varias semanas en el puesto # 1 y logrando establecerse luego por 39 semanas en el Top 10.  El disco rápidamente llegó a ser certificado como disco de oro por la RIAA, compañía que había comenzado a contabilizar las ventas de Elvis recién en 1958, mientras que su posterior éxito lo convirtió en un triple disco de platino. 

## Segmento de la película
El tema musical Island of Love puede oirse en su totalidad como música de fondo, en el segmento donde el protagonista, Chad Gates (Elvis Presley) viaja junto a su novia en la ficción, Joana Blackman y sus amigas, a la isla de Kauai. Luego de alojarse en un hotel deciden ir a hacer equitación y recorren parte de la costa y las montañas de la isla. La escena fue filmada en el área del  Coco Palms Resort Hotel en Kauai.  
En su mansión de Graceland Elvis disponía de varios ejemplares de caballo por lo cual estaba acostumbrado a cabalgar  motivo por el cual no utilizó dobles durante la escena de equitación en la isla.

## Letra
La letra de la canción le dá a la isla de Kauai, características antropomorfas, a través del recurrente uso de metáforas, apodándola "amorosa princesa de las islas" 
Kauai, island of love                               
Lovely princess of the islands                
Kauai, island of love                               
Listen, can't you hear her calling            
Aloha welcome my love   

Her palmtrees gently do the hula        
While her slaves, the waves                     
Rush in to kiss her shores                        
Heaven is another name for                   

Kauai, island of love                         

## Ediciones
- Blue Hawaii - RCA 1961
- The Complete Elvis Presley Masters 88697 11826 2, RCA – 88697 11826 2 - RCA 19 de octubre de 2010 [8]
- Blue Hawaii Special Deluxe Collector's Edition -  BMG 1997 [9]